# 20461 Dioretsa
Dioretsa (asteroide 20461, com a designação provisória 1999 LD31) é um centauro. O mesmo possui uma magnitude absoluta (H) de 13,80 e tem um diâmetro estimado com cerca de 14 ± 3 km.
É notável pela sua órbita incomum, que é altamente excêntrica e retrógrada. O seu nome é a palavra "asteroid" invertida, refletindo este facto. É um dos mais ou menos sessenta corpos menores do Sistema Solar conhecidos que tem uma órbita retrógrada.

## Descoberta
Este asteroide foi descoberto no dia 8 de junho de 1999 por LINEAR em Socorro.

## Características orbitais
A órbita de Dioretsa possui uma excentricidade de 0,899478 e uma inclinação de 160,40358, é de outra forma semelhante à de um cometa. Tem um periélio de 2,390026 UA e um afélio de 45,162 UA. Isso levou à especulação de que Dioretsa era originalmente um objeto da nuvem de Oort.